# Liste der Wappen in Baden-Baden
Diese Liste beinhaltet alle in der Wikipedia gelisteten Wappen des Stadtkreises Baden-Baden in Baden-Württemberg, inklusive historischer Wappen. Fast alle Städte, Gemeinden und Kreise in Baden-Württemberg führen ein Wappen. Sie sind über die Navigationsleiste am Ende der Seite erreichbar.

## Wappen des Stadtkreises Baden-Baden

### Stadtwappen in Baden-Baden

Baden-Baden[1]
Die Stadt Baden-Baden in Baden-Württemberg

### Stadtteilwappen ehemaliger Gemeinden in Baden-Baden

Balg
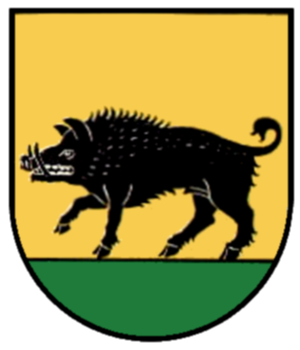
Haueneberstein
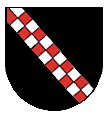
Lichtental
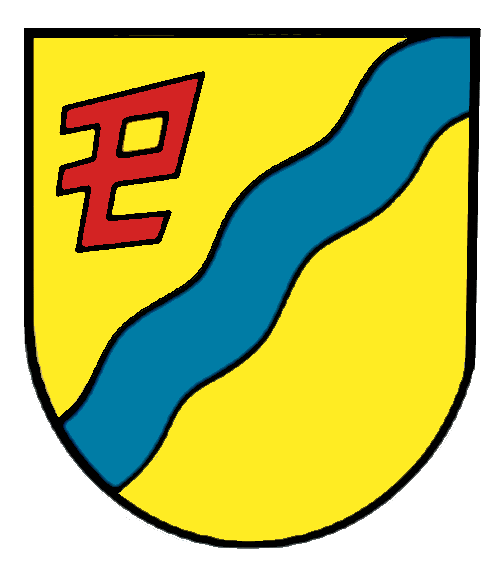
Oos
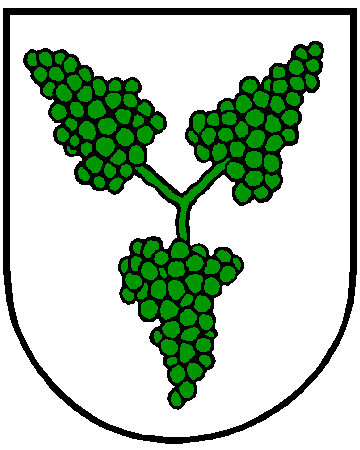
Neuweier
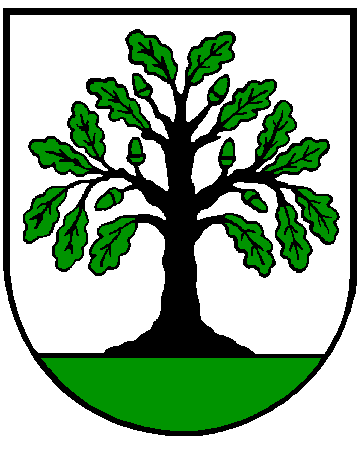
Sandweier
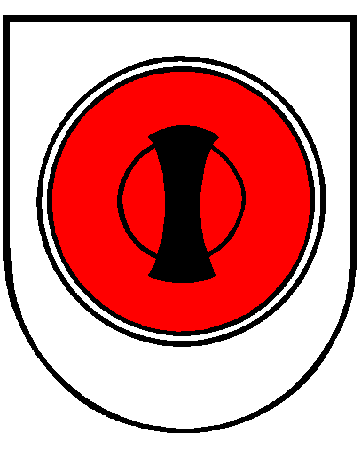
Steinbach
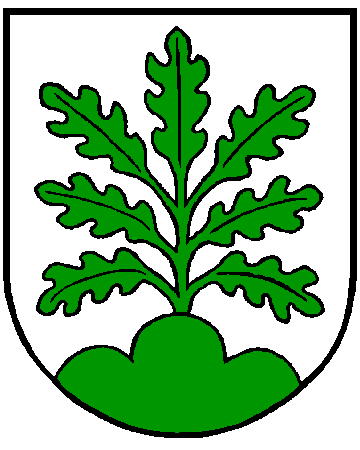
Varnhalt

- Balg[2]
- Haueneberstein[3]
- Lichtental[4]
- Oos[5]
- Neuweier[6]
- Sandweier[7]
- Steinbach[8]
- Varnhalt[9]

## Blasonierungen
1. ↑  Baden-Baden
2. ↑  Balg
3. ↑  Haueneberstein
4. ↑  Lichtental
5. ↑  Oos
6. ↑  Neuweier: In Silber drei grüne Trauben im Dreipass.
7. ↑  Sandweier
8. ↑  Steinbach: In Silber ein roter Mühlstein mit schwarzem Zapfen.
9. ↑  Varnhalt: In Silber auf grünem Dreiberg eine grüne Eichenstaude.